# Ramón Martínez (baseball, 1968)
Pour les articles homonymes, voir Ramon Martinez.
Pour le joueur de baseball américain du même nom, voir Ramón Martínez (baseball, 1972).
Ramón Jaime Martínez (né le 22 mars 1968 à Saint-Domingue en République dominicaine) est un ancien lanceur partant des Ligues majeures de baseball ayant évolué pour trois équipes durant un peu plus de 13 saisons, dont dix avec les Dodgers de Los Angeles. Il a pris sa retraite en 2001.
Ramón Martinez est le frère aîné du lanceur étoile Pedro Martinez.
Le 4 juin 1990, il réussit 18 retraits sur des prises en un match de 9 manches des Dodgers contre les Braves d'Atlanta.